# Last Stop in Mobile
Last Stop in Mobile – album Elvisa Presleya, składający się z koncertu (2 czerwca 1977 w Mobile, stan Alabama). Wydany w 2009 roku. Wtedy też ostatni raz śpiewał American Trilogy i Palk Salad Annie.

## Lista utworów
1. "2001 Theme"
2. "C.C. Rider"
3. "I Got a Woman – Amen"
4. "Love Me"
5. "If You Love Me "
6. "You Gave Me a Mountain"
7. "Jailhouse Rock"
8. "’O sole mio – It’s Now or Never"
9. "Help Me"
10. "American Trilogy"
11. "Palk Salad Annie
12. "Band Introductions"
13. "Early Mornin' Rain"
14. "What’d I Say"
15. "Johnny B. Goode"
16. "Drum Solo by Ronnie Tutt"
17. "Bass Solo by Jerry Scheff"
18. "Piano Solo by Tony Brown"
19. "I Really Don’t Want to Know"
20. "Electric Piano Solo by Bobby Ogdin"
21. "School Days"
22. "Hurt"
23. "Hound Dog"
24. "Unchained Melody"
25. "Can’t Help Falling in Love"
26. "Closing Vamp"
27. "Announcement by Ed Hill"